# 若い音楽家のための珠海国際モーツァルトコンクール
若い音楽家のための珠海国際モーツァルトコンクール (わかいおんがくかのためのしゅかいこくさいモーツァルトコンクール、Zhuhai International Mozart Competition for Young Musicians)はピアノとヴァイオリンのための国際音楽コンクールの一つ。中華人民共和国の珠海市で行われている。

## 概要
出場者数も各グループごとに25人以下に限定される少人数制である。ユーディ・メニューイン国際音楽コンクールジュニア部門と同様に、徹底した低年齢尊重主義を貫いており、Group A 12歳以下部門、Group B 13から16歳部門、Group C 17から23歳部門の3つに分かれている。本選がモーツァルトの協奏曲になることが特徴だが、ピアノ部門Group Aの課題曲にモーリス・ラヴェルのソナチネが選ばれるなど、将来の国際的なスターを輩出するための仕掛けが随所に施されている。ヴァイオリン部門のGroup Aの第二次予選は、年齢制限が30歳までの国際コンクールと何ら変わらない曲目が要求されており、近年のヴァイオリン部門全体がそうであるとはいえ難曲化に拍車がかかっている。
AAFには開催前の2014年から加盟、WFIMCには2018年に加盟しており、楽壇の期待は未だに高い。第一回のGroup Bの優勝者が藤田真央、第一回のGroup Cの入賞者にHao Rao、第一回のGroup Cの入賞者にIvan Krpanがおり、3人とも低年齢で楽壇デビューして大きく注目を集めている。

## 歴代第一位一覧

### ピアノ部門
- 2023 Group A Shanwei Liu Group B Qinyaoyao Ji Group C Anastasiya Klyuchereva
- 2021 Group A Elisey Mysin Group B Haerim Park Group C Tianyou Li
- 2019 Group A Yinqi Wang, Yuzhang Wu (ex-aequo) Group B Sofia Melkumova Group C Seika Ishida
- 2017 Group A Pyotr Akulov Group B Yichen Yu Group C Zhu Wang
- 2015 Group A Xiaoxuan Li  Group B 藤田真央 Group C Gun Woo Hwang

### ヴァイオリン部門
- 2023 Group A  Yeonah KIM Group B 該当者なし Group C LI Jinzhu
- 2022 Group A  TAO Baiyi Group B Leonhard BAUMGARTNER Group C Lorenz KARLS
- 2019 Group A  Jinan WOO Group B Lina NAKANO Group C Simon ZHU
- 2017 Group A  WANG Shihan Group B María Dueñas FERNÁNDEZ Group C LIU Yiming
- 2015 Group A  Daniil BULAYEV Group B HE Ziyu Group C Haruna SHINOYAMA